# Chris Chibnall
Christopher Antony Chibnall (Lancashire, 21 marzo 1970) è uno sceneggiatore e produttore televisivo britannico.

## Biografia
Nato nel 1970 in Lancashire, la sua carriera in televisione iniziò con l'incarico di responsabile dell'archivio per Sky Sports; lasciò il mondo della televisione per qualche tempo per lavorare come coordinatore per varie compagnie teatrali. Dal 1996 al 1999 in questo ambito ottenne successo come commediografo ed ottenne una candidatura al premio Meyer-Whitworth.
Nel 2001 fu contattato dalla BBC per sviluppare un'idea di serie drammatica, che sarebbe poi andata in onda con il titolo Born and Bred: ambientata negli anni 50, andò in onda con successo sulla BBC per tre anni dal 2002 al 2005, e Chibnall ne fu il produttore e consulente. Dopo ciò lavorò in parecchi altri progetti per la televisione: ha scritto il monologo Stormin' Norman per James Bolam, ha collaborato per ambedue le serie di Life on Mars ed è stato sceneggiatore capo e co-produttore per Torchwood, oltre ad aver scritto cinque episodi per la nuova versione della serie Doctor Who, di cui è fan da lungo tempo. Nel 2005 fu anche coinvolto in un progetto per creare una serie fantastica su Mago Merlino da mandare in onda il sabato pomeriggio; nonostante fosse già stata scritta la sceneggiatura, l'idea non ottenne il benestare della rete. In seguito la serie è stata prodotta per il canale Starz col titolo Camelot.
Nel 2008 è divenuto responsabile per la serie Law & Order: UK, produzione basata sull'originale statunitense. Nel 2013 e nel 2014 è l'ideatore e autore della serie televisiva Broadchurch e della sua versione statunitense Gracepoint, entrambe con protagonista David Tennant. Il 23 gennaio 2016 è stato rivelato che avrebbe preso il posto di Steven Moffat come showrunner della serie Doctor Who a partire dall'undicesima stagione, ruolo che mantiene fino al 2022, passando il ruolo a Russel T Davies che riprende il ruolo che aveva lasciato nel 2010.